# Caracollo

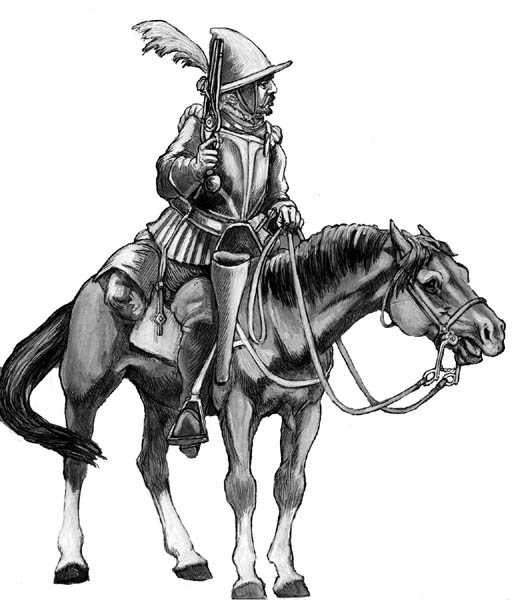
Reiter tedesco. Il caracollo era una tipica tattica di queste truppe a cavallo

Il caracollo (dallo spagnolo caracol, "chiocciola"), anche detto chiocciola, è una manovra militare sviluppata appositamente per le forze di cavalleria armate di pistola a ruota e/o archibugio intorno alla metà del XVI secolo.

## Descrizione
Il caracollo consisteva in una serie di complicate manovre effettuate dalla cavalleria pesante armata di pistola a ruota (Reiter o corazzieri). I cavalieri avanzavano ad andatura lenta, minore del galoppo, verso il nemico, disposti tipicamente in formazioni profonde circa una dozzina di linee e con un fronte di 20-30 uomini. Una volta che la prima linea arrivava a portata di tiro delle pistole, i cavalieri scaricavano la propria pistola disponendosi di lato, per poi eventualmente disporsi nella direzione opposta per scaricare una seconda pistola. Una volta che la prima linea aveva scaricato le pistole, ruotava verso sinistra e si ritirava sul retro della formazione per ricaricare; nel frattempo, ogni linea successiva seguiva questa procedura. Generalmente, dopo un certo periodo di tiro con le armi da fuoco, in cui il contatto diretto veniva evitato, la manovra veniva conclusa con una carica all'arma bianca contro i ranghi nemici disorganizzati.
A volte è stato erroneamente identificata come caracollo una carica abortita da parte della cavalleria che, a causa del basso morale, si fermava a poca distanza del nemico scaricando le pistole per poi ritirarsi. Una simile manovra mancava però chiaramente della successione di scariche e movimenti tipici del caracollo.
L'esecuzione delle manovre del caracollo, inevitabilmente, trasformava i pistolieri in un facile bersaglio per gli archibugieri del quadrato di fanteria nemico. Ne conseguiva che, molto spesso, il cavaliere, per ridurre al minimo il tempo di esposizione al fuoco, tirava con le proprie armi senza prendere accuratamente la mira. Principalmente per questo motivo, il caracollo non fu mai una tattica molto efficace. Fu sviluppata essenzialmente come tattica per la cavalleria leggera, da utilizzare in combinazione con formazioni di cavalleria pesante tenute poi a caricare all'arma bianca i quadrati di picchieri scompaginati dalle scariche dei pistolieri e quindi incapaci di opporre il consueto muro di lance all'assalto pesante. È inoltre importante ricordare che il caracollo è stato impiegato molto raramente contro truppe nemiche montate, in quanto, con la loro mobilità, avrebbero potuto caricare nel mezzo della manovra con effetti potenzialmente devastanti.

## Storia
Nonostante i suoi difetti, il caracollo venne utilizzato più volte nel periodo che va dalla seconda metà del sec. XVI alla prima metà del sec. XVII, accompagnata dalla crescente popolarità dei Reiter tedeschi nelle armate occidentali.
Un caso di impiego del caracollo coronato da successo si ebbe nella Battaglia di Pinkie Cleugh, avvenuta nel 1547 tra inglesi e scozzesi: nello specifico, la manovra venne eseguita da archibugieri spagnoli a cavallo, guidati dal capitano mercenario di origini basche Pedro de Gamboa. Il successo della carica di Gamboa, decisiva per le sorti della battaglia, fu forse cagione del diffondersi nel Regno d'Inghilterra di appositi corpi di archibugieri a cavallo, gli harquebusiers, che nel resto d'Europa erano genericamente ammassati nel novero dei Reiter armati di pistola.
Il caracollo cadde in progressivo disuso a partire dagli anni '80 del sec. XVII, a causa del sempre maggiore aumento della potenza di fuoco della fanteria provocato dall'introduzione del moschetto e del fuoco di fila, introdotti prima dagli olandesi durante la Guerra degli ottant'anni, e poi adottati dagli svedesi di Gustavo Adolfo durante la Guerra dei trent'anni. Ciò rese progressivamente più rischiosa la manovra, che venne definitivamente abbandonata nei primi decenni del sec. XVII, sostituita da cariche di cavalleria all'arma bianca, eventualmente precedute da una sola scarica di armi da fuoco a breve distanza, per disorganizzare il nemico prima dello scontro diretto.